# 2007 VK302
2007 VK302, também escrito como 2007 VK302, é um objeto transnetuniano que está localizado no Cinturão de Kuiper, uma região do Sistema Solar. Este corpo celeste é classificado como um provável cubewano. Ele possui uma magnitude absoluta de 7,0 e tem um diâmetro estimado com 175 km.

## Descoberta
2007 VK302 foi descoberto no dia 11 de novembro de 2007.

## Órbita
A órbita de 2007 VK302 tem uma excentricidade de 0,077 e possui um semieixo maior de 43,531 UA. O seu periélio leva o mesmo a uma distância de 40,173 UA em relação ao Sol e seu afélio a 46,888 UA.